# Sam Beazley
Sam Beazley (London, 1916. március 29. – 2017. június 12.) angol színész.

## Filmográfia
| Év   | Magyar cím                         | Eredeti cím                               | Szerep                 | Megjegyzések                             |
| ---- | ---------------------------------- | ----------------------------------------- | ---------------------- | ---------------------------------------- |
| 1988 |                                    | Madame Sousatzka                          | fesztivál vendége      |                                          |
| 1990 |                                    | Portrait of a Marriage                    | Lord Carnock           | minisorozat (1 epizód)                   |
| 1995 | Büszkeség és balítélet             | lelkész                                   | minisorozat (1 epizód) |                                          |
| 2000 | Kisvárosi gyilkosságok             | Midsomer Murders                          | Cyril Toft             | 1 epizód                                 |
| 2000 | A szenvedély szigete               | Passionnément                             | Matthew                |                                          |
| 2003 | Johnny English                     | Johnny English                            | idős férfi a kórházban | magyar hangja Palóczy Frigyes            |
| 2003 | Doktorok                           | Doctors                                   | Tom                    | 1 epizód                                 |
| 2004 | Bridget Jones: Mindjárt megőrülök! | Bridget Jones: The Edge of Reason         | nagyon idős férfi      |                                          |
| 2004 | Don Bosco – A szeretet küldetése   | Saint John Bosco: Mission to Love         | Don Calosso            | - tévéfilm - magyar hangja: - Papp János |
| 2005 | Angolkák                           | Little Britain                            | ismeretlen szerep      | 2 epizód                                 |
| 2007 | Foyle háborúja                     | Foyle's War                               | George Woodridge       | 1 epizód                                 |
| 2007 | Kingdom – Az igazak ügyvédje       | Kingdom                                   | Mr. Bewley             | 1 epizód                                 |
| 2007 | Harry Potter és a Főnix Rendje     | Harry Potter and the Order of the Phoenix | Everard                | magyar hangja Holl János                 |
| 2007 | Baleseti sebészet                  | Casualty                                  | Walter Bazeley         | 1 epizód                                 |